# São Vicente do Sul
São Vicente do Sul est une municipalité brésilienne située dans l'État du Rio Grande do Sul.